# Clencharia
Clencharia is een geslacht van tweekleppigen uit de  familie van de Malletiidae.

## Soorten
- Clencharia abyssicola (E. A. Smith, 1885)
- Clencharia abyssorum (Verrill & Bush, 1898)